# Galmeipflanzen
Als Galmeipflanzen (von Galmei = Zinkerz) bezeichnet man an hohe Gehalte von Zink, oft in Kombination mit anderen Schwermetallen, speziell angepasste Pflanzenarten. Galmeipflanzen sind also eine besondere Ausprägung von Schwermetallpflanzen oder Metallophyten. Vegetation mit Vorkommen von Galmeipflanzen, der sogenannten Galmeiflora, gehört zu den Schwermetallrasen.
Galmeipflanzen sind, wie andere Schwermetallpflanzen, bereits den Bergleuten der frühen Neuzeit bekannt gewesen, die sie als Indikatoren für Erzlagerstätten verwendeten. Wissenschaftlich untersuchte der bayerische Agrarwissenschaftler Anton Baumann sie zuerst 1885. Heute findet man sie in Europa vor allem auf den Abraumhalden des ehemaligen Erzbergbaus, während primäre Vorkommen (auf ungestörten, nicht vom Menschen überprägten Standorten) sehr selten sind. Europäische Vorkommen sind zum Beispiel bekannt im Harz, im Schwarzwald, im Raum Aachen, in den Alpen und den Pyrenäen sowie aus Großbritannien, immer inselartig an den Stellen, an denen früher Erzabbau betrieben wurde.
Zink ist in geringen Mengen ein essentieller Nährstoff, der beispielsweise für die Bildung verschiedener Enzyme lebensnotwendig ist, in höheren Dosen ist es aber für die meisten Pflanzenarten toxisch. Galmeipflanzen erreichen Resistenz gegenüber hohen Zinkgehalten im Boden auf zwei Wegen: Einmal können sie die Aufnahme von Zink-Ionen aus der Bodenlösung gezielt verhindern (teilweise durch Symbiose mit bestimmten Mykorrhiza-Pilzen), andererseits besitzen sie gegenüber aufgenommenem und in der Pflanze angereichertem Zink eine höhere Widerstandsfähigkeit, so dass sie das Metall länger und in höherer Dosis anreichern können, ohne Schaden zu nehmen. Auf normalen Standorten können sie nicht mit anderen Pflanzen konkurrieren, da sie niedrig bleiben und nur sehr langsam wachsen.
Zu den Galmeipflanzen zählen:
- Gelbes Galmei-Veilchen (Viola calaminaria): Endemit des Aachen-Stolberger Erzreviers.
- Violettes Galmei-Stiefmütterchen (Viola guestphalica): Endemit der ehemaligen Erzgruben in Blankenrode (Westfalen)
- Galmei-Hellerkraut (Noccaea caerulescens subsp. calaminaris): Nordwestdeutschland, Niederlande, Belgien.
- Galmei-Frühlings-Miere (Minuartia verna subsp. hercynica): zuerst im Harz gefunden, aber auch bei Paderborn, bei Aachen und in Ostbelgien.
- Galmei-Grasnelke (Armeria maritima subsp. halleri): im Aachener Erzrevier, in Belgien und bei Bottendorf (Thüringen)
- Hallersche Schaumkresse (Arabidopsis halleri, syn. Cardaminopsis halleri)

Zinktolerante Lokalsippen (Ökotypen) sind von einigen weiteren Pflanzenarten wie zum Beispiel Taubenkropf-Leimkraut (Silene vulgaris), Rotes Straußgras (Agrostis capillaris) und Draht-Schmiele (Avenella flexuosa) bekannt. Unter Gehölzpflanzen existieren moderat zinktolerante Lokalsippen von Birken und Weiden-Arten.
Die Galmeipflanzen sind lokal entstandene Sippen weiter verbreiteter und häufiger Arten, die sich in relativ kurzer Zeit an Schwermetall-Standorte anpassen konnten (Neoendemiten). Die Evolution dieser Arten benötigte vermutlich nur wenige tausend, möglicherweise nur einige hundert Jahre.